# 100Base-TX
| Pin | Par | Hilo | Color          |
| --- | --- | ---- | -------------- |
| 1   | 2   | 1    | blanco/naranja |
| 2   | 2   | 2    | naranja        |
| 3   | 3   | 1    | blanco/verde   |
| 4   | 1   | 2    | azul           |
| 5   | 1   | 1    | blanco/azul    |
| 6   | 3   | 2    | verde          |
| 7   | 4   | 1    | blanco/marrón  |
| 8   | 4   | 2    | marrón         |

100Base-TX es la forma predominante de Fast Ethernet a 100Mbit/s.
Utiliza cables de cat5, cat5e y cat6 con dos pares de hilos. Los pares adecuados son el naranja y el verde (segundo y tercer par) en los estándar e terminaciones TIA/EIA-568-B T568A o T568B. Estos pares usan los pines 1, 2, 3 y 6.
En el T568A y T568B, los hilos están en el orden 1, 2, 3, 4, 5, 6, 7, 8 en cada extremo.el orden de colores será verde/blanco, verde, naranja/blanco, azul, azul/blanco, naranja, marrón/blanco y marrón para el T568A, y naranja/blanco, naranja, verde/blanco, azul, azul/blanco, verde, marrón/blanco y marrón para el T568B.
cada segmento de la red puede tener una longitud máxima de 100 metros.
Capacidad de 100Mbit/s (200 Mbit/s en configuración full-duplex). Ver IEEE 802.3 para más información.
La configuración de las redes 100Base-TX es muy similar a la 10BASE-T. Cuando se usa para crear una red de área local, los dispositivos de la red (computadoras, impresoras, etc.) suelen conectarse a un hub o a un switch, formando así una red en topología de estrella. También pueden conectarse dos dispositivos directamente utilizando un cable de cruce.

## Detalles técnicos
Con todas las Ethernet 100Base-T (incluida la 100Base-TX) los bits a ser transmitidos — series de 0 y 1 a 100Mbit/s — son transferidos normalmente en grupos de 4 bits cada un tiempo de reloj de 25 MHz.
Esto limita la máxima velocidad de transferencia a 100 Mbit/s. En la realidad el valor de esta magnitud no alcanza el máximo por:
- la cabecera y la cola, para direccionamiento y detección de errores necesaria en todo paquete;
- los paquetes perdidos ocasionalmente debido al ruido;
- el tiempo de espera de cada paquete por su turno hasta que otros dispositivos de la red terminen de comunicarse.

Con el hardware 100Base-TX, los bits se codifican en 4B5B para generar series de 0 y 1 de frecuencia 124 MHz. Estos bits se codifican en MLT-3. La tensión final sale por los cables como una señal ternaria a 125 MHz, y un ciclo máximo de reloj de 31.25 MHz. Cada símbolo tiene normalmente una tensión nominal de -1 V, 0 V o +1 V.

## Morfología del cable
Un nodo 100BASE-T, como puede ser un ordenador, se comunicará enviando por los pines 1 y 2, y recibirá por el 3 y el 6, al contrario de como lo hará el switch o hub al que esté conectado, que recibirá en los pines 1 y 2, y emitirá a través del 3 y el 6. Para conectar dos ordenadores directamente entre sí será necesario el uso de un cable cruzado.
La correcta conexión de estos cables ha de ser según la siguiente tabla:
| Pin | Par, T568A | Par, T568B | Cable     | Color, T568A          | Color, T568B          | RJ45 pines                              |
| --- | ---------- | ---------- | --------- | --------------------- | --------------------- | --------------------------------------- |
| 1   | 3          | 2          | positivo  | blanco/verde rayado   | blanco/naranja rayado | Plug RJ-45 con la posición de los pines |
| 2   | 3          | 2          | negativo  | verde entero          | naranja entero        | Plug RJ-45 con la posición de los pines |
| 3   | 2          | 3          | positivo  | blanco/naranja rayado | blanco/verde rayado   | Plug RJ-45 con la posición de los pines |
| 4   | 1          | 1          | (sin uso) | azul entero           | azul entero           | Plug RJ-45 con la posición de los pines |
| 5   | 1          | 1          | (sin uso) | blanco/azul rayado    | blanco/azul rayado    | Plug RJ-45 con la posición de los pines |
| 6   | 2          | 3          | negativo  | naranja entero        | verde entero          | Plug RJ-45 con la posición de los pines |
| 7   | 4          | 4          | (sin uso) | blanco/marrón rayado  | blanco/marrón rayado  | Plug RJ-45 con la posición de los pines |
| 8   | 4          | 4          | (sin uso) | marrón entero         | marrón entero         | Plug RJ-45 con la posición de los pines |